# Jana Karapetowna Jegorjan

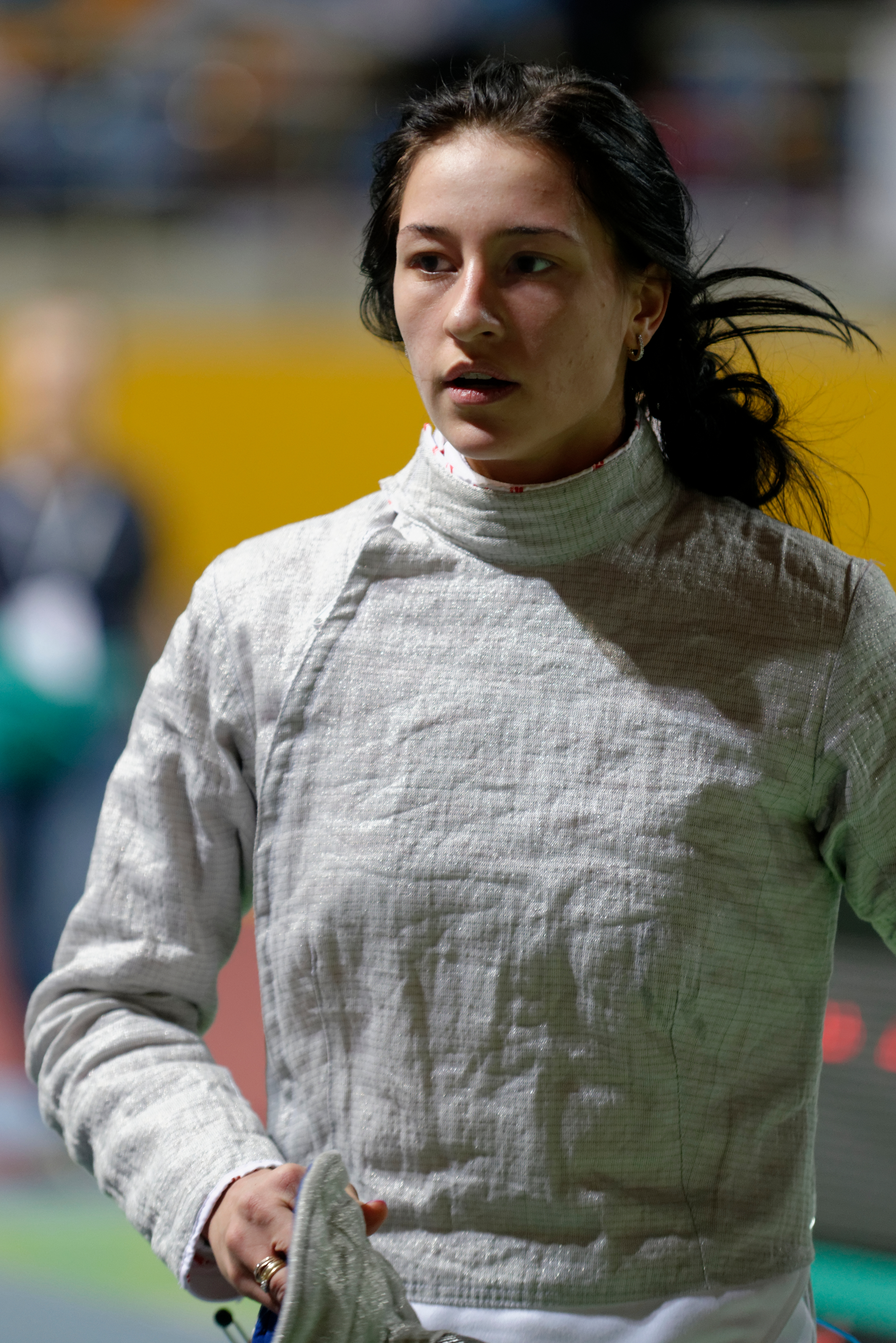
Säbel-Grand-Prix in Orléans 2014

Jana Karapetowna Jegorjan (russisch Яна Карапетовна Егорян, armenisch Յանա Կարապետի Եգորյան, Jana Karapeti Jegorjan, englisch Yana Egorian; * 20. Dezember 1993 in Jerewan, Armenien) ist eine russische Säbelfechterin armenischer Herkunft.

## Erfolge
2010 gewann Jana Karapetowna Jegorjan die Junioreneuropameisterschaften in Lobnja im Einzel und mit der Mannschaft.
Bei den Olympischen Jugend-Sommerspielen 2010 in Singapur gewann sie zwei Goldmedaillen.
2012 gewann sie die Juniorenweltmeisterschaften im Einzel in Moskau.
2013 wurde sie als Aktive in Zagreb Mannschaftseuropameisterin und gewann bei den Weltmeisterschaften in Budapest Silber, wobei ihre Mannschaft dem Team aus der Ukraine nur knapp mit 44:45 unterlag.
2014 wurde sie in Straßburg erneut Mannschaftseuropameisterin, bei den Weltmeisterschaften in Kasan erfocht sie Bronze im Einzel. 2019 gewann sie bei der Europameisterschaft erneut Gold mit der Mannschaft.
Bei den Olympischen Spielen 2016 in Rio de Janeiro gewann Jegorjan zusammen mit Sofja Welikaja, Julija Gawrilowa und Jekaterina Djatschenko die Goldmedaille mit der russischen Säbel-Mannschaft. Im Säbel-Einzelwettbewerb gewann sie eine weitere olympische Goldmedaille.
2016 erhielt sie die nationale Auszeichnung Sportler des Jahres.